# Десептиконы
Десептико́ны (англ. Decepticons) — антагонисты вымышленной вселенной трансформеров, в частности, вселенной мультсериала Transformers G1, противники автоботов. Имеют альт-формы как наземного, так и воздушного транспорта, а также, иногда оружия или техники. Название «десептиконы» происходит из сочетания английских слов deception («обман») и construction («строение», ведь изначально они называли себя «обманутыми» автоботами).

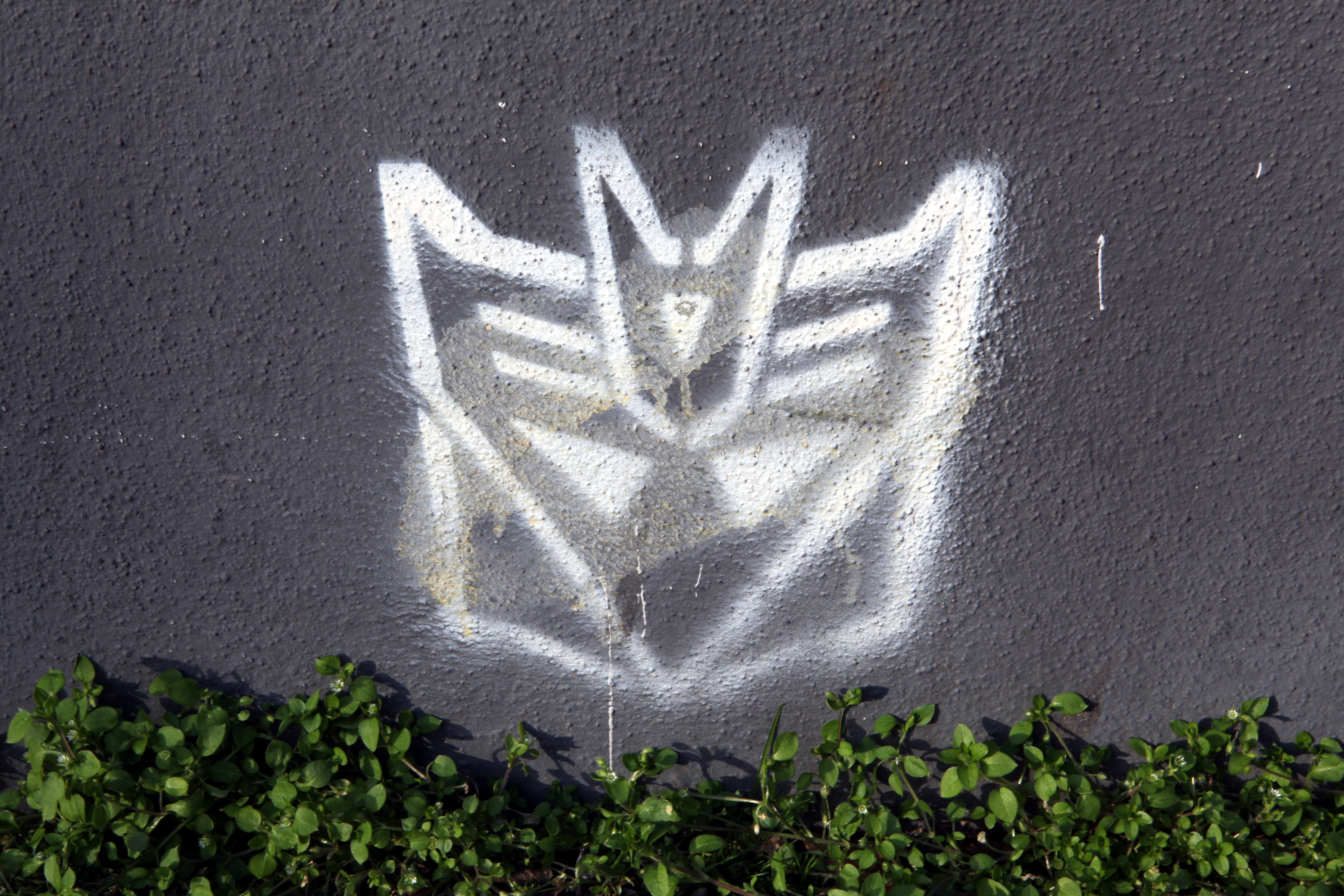
эмблема десептиконов

Эмблема десептиконов — стилизованное изображение головы трансформера в гладиаторском шлеме (основана, по всей видимости, на голове первой игрушки десептикона Саундвейва).
Самым знаменитым лидером десептиконов является Мегатрон, а также его более поздняя версия — Гальватрон (такое имя принял Мегатрон после того, как был обновлён и переформатирован Юникроном). После его смерти лидером десептиконов стал Скорпонок.

## Роль Мегатрона
Согласно сведениям, приведённым в мультсериале G1, Мегатрон — один из сравнительно молодых трансформеров (он «появился на свет» уже после изгнания Квинтессонов). 
Ещё до того, как стать вождем десептиконов, Мегатрон уже был известной и в некотором смысле популярной личностью на Кибертроне. Первоначально он был сконструирован как шахтёр для добычи энергона, но долго работать в шахте ему не пришлось — почти сразу его выдающаяся сила, неустрашимость и техническое совершенство привлекли к нему внимание организаторов гладиаторских боёв. Очень скоро Мегатрон снискал себе славу могучего бойца, которая способствовала увеличению его влияния на других механоидов. Мегатрон использовал это влияние для того, чтобы увеличить число своих сторонников. Он стремился к абсолютному владычеству, и режим автоботов, при которых на Кибертроне царили мир и спокойствие, его категорически не устраивал. Он стал произносить гневные обличительные речи, утверждая, что Высший Совет автоботов вводит в заблуждение наивных трансформеров, скрывая от них, что главная цель их жизни, то, ради чего они существуют — это битвы, победы и завоевания. Эти речи произвели большое впечатление на многих роботов, и они признали Мегатрона своим единственным вождем. Так Мегатрон создал свою тайную организацию, которую назвал «Десептиконы» («Обманутые»), намекая тем самым на якобы имевший место обман со стороны Высшего Совета автоботов.
Кредо десептиконов, сформулированное Мегатроном, было очень простым: десептиконы созданы для того, чтобы править, остальные же (и автоботы в том числе) — для того, чтобы ими правили. Эти слова вызывали бурю восторга у недовольных режимом автоботов механоидов. Кроме того, Мегатрон доказывал, что десептиконы имели генетические преимущества перед автоботами, и в подтверждение тому приводил свою необыкновенную силу и способность к полёту (по одной из версий, способность летать Мегатрон приобрёл «самовольно», нарушив строгое правило, запрещавшее трансформерам прямой контакт с Оллспарком). Да и многие другие десептиконы (например, трансформирующиеся в истребители сайкеры, наиболее известными из которых являются Скандалист, Громовержец и Деформер) также изначально обладали таким навыком. Тех же, кто не обладал, Мегатрон подверг болезненному процессу переформатирования их Искр для того, чтобы и они стали сильнее, смогли летать (в итоге получилось очень интересно — летающие бульдозеры, подъёмные краны, грузовики, бетономешалки и т. п.). Наделение воина такими сверхспособностями означало, что он присягнул в преданности десептиконам, и прежде всего — лично Мегатрону. Однако, открывающая заставка первого сезона G1 отражает умение автоботов летать наравне с их противниками. В первой и второй серии первого сезона автоботы летали наравне с десептиконами.

## Герои десептиконов
Возглавив десептиконов, Мегатрон образовал возле себя «ближний круг» из наиболее сильных, искусных и опытных воинов. В их число входили: Шоквейв (опытный стратег), Старскрим (командующий военно-воздушными силами), Саундвейв (офицер связи). Эти воины помогли Мегатрону провести десептиконов от бунтарей-подпольщиков до элитной военной касты Кибертрона. Однако они выступали против планов Мегатрона по превращению Кибертрона в космическую крепость, поэтому полного взаимопонимания между лидером и «ближним кругом» не было. Кроме того, тщеславный и амбициозный Скандалист начал открыто претендовать на пост предводителя десептиконов, считая Мегатрона неспособным справиться с автоботами.
Когда Мегатрон снаряжал «Немезиду», то взял с собой 9 лучших воинов, включая Старскрима (которого, с его притязаниями, просто нельзя было выпускать из поля зрения) и Саундвейва. Шоквейв же был оставлен на Кибертроне в качестве «временно исполняющего обязанности» лидера десептиконов на краткий, как всем тогда казалось, период путешествия.
Однако исчезновение и продолжающееся отсутствие Мегатрона и других элитных воинов привело к разногласиям среди десептиконов. Развитие энергосберегающих технологий и появление воинов новой формации способствовали успеху Скорпонока в его притязаниях на лидерство. Однако он не получал признания среди десептиконов «первой волны», для которых имя Мегатрона стояло выше. А он, как известно, оставил своим преемником Шоквейва. Именно под его руководством десептиконы привели автоботов к краю гибели. Но Великий Упадок Кибертрона перечеркнул все их достижения…

## После Великого Упадка — подобие мира
После реактивации Кибертрона Шоквейв выступил с инициативой прекращения военных действий и розни между автоботами и десептиконами, проявив себя искусным политиком. Он утверждал, что армия десептиконов распущена (многие и на самом деле разбежались), однако на самом деле использовал бывших воинов для контроля над Кибертроном на различных должностях. После возвращения Оптимуса Прайма и активизации боевых действий, армия десептиконов восстановилась де-юре, и попытки автоботов закрепиться на Кибертроне долгое время оставались безуспешными; очень многим из них пришлось перебазироваться на Землю, а уделом остальных стало ведение партизанской войны.
Десептиконы сохраняли контроль над Кибертроном до 2005 года, когда их новый предводитель Гальватрон, побеждённый новым лидером автоботов Родимусом Праймом, пропал без вести, оставив своё войско в полной растерянности, разобщённым и деморализованным. После этого они были вынуждены оставить Кибертрон и перебраться на Чаар, где и скрывались до тех пор, пока год спустя Гальватрон не объявился снова.

## Дальнейшая история
Хотя энергетические ресурсы Кибертрона и восстановились со временем, их запасы оказались слишком ограниченными для того, чтобы поддерживать существование крупных механоидных форм жизни. Поэтому эволюция десептиконов пошла по линии уменьшения размеров и развития способности потреблять органические вещества, что в конце концов привело к появлению нового поколения. Кроме тог, было достигнуто, наконец, прекращение военных действий, и наладились условия мирного сосуществования между предаконами и максималами — потомками автоботов. Десептиконы «старшего поколения» постепенно сошли с исторической сцены (вероятно, основная их масса погибла в боях или отправилась в отдалённые районы Вселенной). Какая-то часть из них привлекалась к ответственности за военные преступления, но некоторым была дарована амнистия, после чего кое-кого из них переформатировали в предаконов (например, «кассетника» Рэведжа).

## Команды Десептиконов
Также как и у автоботов, некоторые десептиконы объединяются в команды; самые известные из них — это:
Конструктиконы (лидер — Скреппер/Скребок): принимают облик строительной техники. Конструктиконы — виртуозные строители, но им куда больше нравится сеять панику и разрушения. Именно на них Мегатрон опробовал технологию слияния, изначально предназначавшуюся для борьбы с кибертронскими стражами, на тот момент находившимися под контролем противника; так появился на свет первый гештальт — Девастатор/Разрушитель, невероятно сильный для начального периода Великой войны, но неуклюжий и глупый, что дало возможность, например, более позднему Брутикусу (Грубикусу) без особых проблем одержать над ним победу в серии «Отряд Скандалиста» (англ. — Starscream Brigade).
Инсектиконы (лидер — Шрапнель): в альт-форме превращаются в механических насекомых. Прибывшие на Землю давным-давно, инсектиконы неплохо приспособились к здешним условиям. У них развилась своеобразная пищеварительная система, позволяющая получать энергию непосредственно из органических и неорганических веществ. Все члены этой команды имеют свой личный козырь — технологию «промывания мозгов». Технологией слияния не обладают.
Стантиконы/Эффектиконы (лидер — Мотомастер): при трансформации принимают форму автомобилей. Разрушение, бешеные гонки и бесконечные ДТП — все, чем они интересуются. Эффектиконы ненавидят своего лидера, но при этом настолько его боятся, что даже Мегатрон представляется им менее опасным противником, чем Мотомастер (Мегатрона они могут ослушаться, а Мотомастера — никогда). Эффектиконы вместе образуют чрезвычайно могучего робота — неуравновешенного Менейсора/Мегазавра.
Комбатиконы/Боевиконы (лидер — Онслот/Осилок): трансформируются в военную технику. Их создателем был Скандалист, пересадивший в старые боевые машины базовые блоки десептиконов-предателей, до того хранившиеся на Кибертроне. Поначалу они создавались, чтобы сражаться не за Мегатрона, а против него. Когда они взбунтовались, автоботы совместно с Мегатроном и Скандалистом остановили Боевиконов. Но Мегатрон не стал уничтожать их, а перепрограммировал и включил в своё войско (вдобавок простил Скандалисту предательство и восстановил в своей армии в прежнем звании). Боевиконы стали мощным пополнением в армии десептиконов; они могут составлять гештальт — яростного Брутикуса/Грубикуса, идеального солдата.
Предаконы/Вредиконы (лидер — Рэйзорклоу/Резакла): принимают облик механических животных. В отличие от предаконов из «Эры зверей», они являются полностью механоидными. Действуют они на редкость слаженно и представляют в бою большую угрозу для автоботов. Вместе они образуют самого совершенного десептиконского составного робота — зловещего Предакинга/Вредителя.
Террорконы (лидер — Хан-Гррр). Назвать их зооморфными трансформерами можно лишь условно: они похожи, скорее, на мифических чудовищ (каковыми, собственно говоря, и являются). В режиме роботов невероятно сильны, но имеют отвратительный характер. Даже для десептиконов такие «солдаты» далеко не подарок, не говоря уже об автоботах. Все стараются держаться от них подальше, за исключением лидера десептиконов Гальватрона — он так высоко ценит силу, огневую мощь и боевые качества террорконов, что не придаёт значения их недостаткам. Террорконы, помимо всего прочего, составляют гештальт — кровожадного Абоминуса/Обломиуса.

### Прочие команды и объединения
Сикеры/Ищейки (лидер — Старскрим/Скандалист) — основные воздушные силы десептиконов.